# Harry F. Millarde
Harry F. Millarde (Cincinnati, 12 novembre 1885 – New York, 2 novembre 1931) è stato un attore e regista statunitense.
In alcuni film, risulta come Harry Millard o Harry Millarde. Fu uno dei pionieri dell'industria cinematografica.

## Biografia
Nato a Cincinnati, nell'Ohio, iniziò a lavorare nel cinema nel 1913, per la Kalem Company, una compagnia cinematografica di New York, per cui girò numerosi film come attore. Nel 1915, diresse - sempre per la Kalem - la sua prima pellicola, The Curious Case of Meredith Stanhope firmandosi con il nome Harry Millarde.
Nella sua carriera, Millard diresse 43 film e ne interpretò 73. Produsse un solo film, My Friend the Devil, una sua regia del 1922.
Sposato con l'attrice June Caprice, nel 1922 ebbe una figlia, June Elizabeth e morì nel 1931 a 45 anni.

## Filmografia
La filmografia - basata su IMDb - è completa.

### Attore

#### 1913
- The Message of the Palms, regia di Robert G. Vignola  (1913)
- The War Correspondent, regia di Robert G. Vignola  – cortometraggio (1913)
- The Woe of Battle, regia di George Melford – cortometraggio (1913)
- The Wartime Siren, regia di Kenean Buel – cortometraggio (1913)
- The Pursuit of the Smugglers, regia di J.P. McGowan – cortometraggio  (1913)
- A Plot for a Million – cortometraggio (1913)
- The Fire-Fighting Zouaves, regia di George Melford – cortometraggio (1913)
- The Secret Marriage, regia di J.P. McGowan – cortometraggio (1913)
- The River Pirates, regia di J.P. McGowan (1913)
- Man's Greed for Gold, regia di Robert G. Vignola – cortometraggio (1913)
- The Infamous Don Miguel, regia di Kenean Buel – cortometraggio (1913)
- The Wheel of Death (1913)
- Shenandoah, regia di Kenean Buel – cortometraggio (1913)
- The Hidden Witness, regia di Robert G. Vignola – cortometraggio (1913)
- Rounding Up the Counterfeiters, regia di Kenean Buel – cortometraggio (1913)
- The Mermaid (1913)
- The Smuggler, regia di Robert G. Vignola – cortometraggio (1913)
- Shipwrecked (1913)
- Breaking Into the Big League (1913)
- The Fatal Legacy (1913)
- The Midnight Message, regia di Kenean Buel – cortometraggio (1913)
- The Riddle of the Tin Soldier (1913)
- The Vampire, regia di Robert G. Vignola – cortometraggio (1913)
- Primitive Man (1913)
- The Octoroon, regia di Sidney Olcott (1913)
- The Hunchback, regia di Kenean Buel – cortometraggio (1913)
- An Unseen Terror (1913)

#### 1914
- Her Husband's Friend, regia di Robert G. Vignola (1914)
- The Hand Print Mystery, regia di Robert G. Vignola (1914)
- Chest of Fortune (1914)
- The Cabaret Dancer, regia di Robert G. Vignola (1914)
- A Celebrated Case, regia di George Melford (1914)
- The Treasure Ship (1914)
- Nina o' the Theatre, regia di Kenean Buel – cortometraggio (1914)
- The Show Girl's Glove, regia di Robert G. Vignola (1914)
- Through the Flames, regia di Robert G. Vignola (1914)
- In Wolf's Clothing, regia di Robert G. Vignola – cortometraggio (1914)
- The Vampire's Trail, regia di Robert G. Vignola e T. Hayes Hunter (1914)
- The Storm at Sea, regia di Robert G. Vignola (1914)
- The Hand of Fate, regia di Robert G. Vignola (1914)
- The Barefoot Boy, regia di Robert G. Vignola (1914)
- The Devil's Dansant, regia di Robert G. Vignola (1914)
- The Mystery of the Sleeping Death, regia di Kenean Buel (1914)
- Into the Depths, regia di Robert G. Vignola (1914)
- The Viper, regia di Kenean Buel (1914)
- Seed and the Harvest, regia di Robert G. Vignola (1914)
- The False Guardian, regia di Robert G. Vignola (1914)
- The Menace of Fate, regia di Robert G. Vignola (1914)
- A Midnight Tragedy, regia di Robert G. Vignola (1914)
- The Man of Iron, regia di Robert G. Vignola (1914)
- Her Bitter Lesson, regia di Robert G. Vignola (1914)
- The Mystery of the Yellow Sunbonnet, regia di Robert G. Vignola (1914)
- The Hate That Withers, regia di Robert G. Vignola (1914)

#### 1915
- The Scorpion's Sting, regia di Robert G. Vignola (1915)
- The Stolen Ruby, regia di Robert G. Vignola (1915)
- In the Hands of the Jury, regia di Robert G. Vignola (1915)
- Wolves of Society, regia di Frank Lloyd (1915)
- Barriers Swept Aside, regia di Robert G. Vignola (1915)
- The Night Operator at Buxton, regia di Robert G. Vignola (1915)
- The Siren's Reign, regia di Robert G. Vignola (1915)
- The Haunted House of Wild Isle, regia di Robert G. Vignola (1915)
- The Destroyer, regia di Robert G. Vignola (1915)
- A Sister's Burden, regia di Robert G. Vignola (1915)
- The Haunting Fear, regia di Robert G. Vignola (1915)
- Honor Thy Father, regia di Robert G. Vignola  (1915)
- The Crooked Path, regia di Robert G. Vignola (1915)
- Don Cesare di Bazan (Don Caesar de Bazan), regia di Robert G. Vignola (1915)
- The Curious Case of Meredith Stanhope, regia di Harry F. Millarde (1915)
- The Man in Hiding, regia di Harry F. Millarde (1915)
- The Sign of the Broken Shackles, regia di Harry F. Millarde (1915)
- The Money Gulf, regia di Harry F. Millarde (1915)

#### 1916
- Elusive Isabel, regia di Stuart Paton (1916)
- The Lotus Woman, regia di Harry Millarde (1916)

#### 1920
- Man and Woman, regia di Charles Logue e B.A. Rolfe (1920)

### Regista
- The Curious Case of Meredith Stanhope (1915)
- The Man in Hiding (1915)
- The Net of Deceit (1915)
- The Sign of the Broken Shackles (1915)
- The Money Gulf (1915)
- The Artful Dodger (1916)
- The Bogus Ghost (1916)
- A Smoky Adventure (1916)
- In Cinderella's Shoes (1916)
- That Lovely Widow (1916)
- When Opportunity Knocked (1916)
- The Lotus Woman (1916)
- A Watery Wooing (1916)
- A Mix-Up in Art (1916)
- The Eel
- The Woman He Feared
- The Quack Quakers
- The Forbidden Game
- A Novel Romance
- Little Miss Nobody (1917)
- Every Girl's Dream (1917)
- Miss U.S.A. (1917)
- Unknown 274 (1917)
- The Sunshine Maid (1917)
- The Heart of Romance (1918)
- A Camouflage Kiss (1918)
- Blue-Eyed Mary (1918)
- Miss Innocence (1918)
- Bonnie Annie Laurie (1918)
- Caught in the Act (1918)
- The Girl with No Regrets
- Gambling in Souls
- The Love That Dares
- When Fate Decides
- Rose of the West (1919)
- Sacred Silence (1919)
- The White Moll
- Mamma (Over the Hill to the Poorhouse) (1920)
- Perjury (1921)
- The Town That Forgot God
- My Friend the Devil (1922)
- If Winter Comes
- The Governor's Lady (1923)
- The Fool (1925)
- La ballerina del taxi (The Taxi Dancer) (1927)
- On Ze Boulevard (1927)

### Produttore
- My Friend the Devil, regia di Harry F. Millarde (1922)